# Benjamin Creme
Benjamin Creme (Glasgow, Escocia, 5 de diciembre de 1922-Londres, 24 de octubre de 2016) fue un esoterista, conferencista, autor, artista y editor británico, jefe de la Revista Share International.
Según él, la segunda venida profetizada por muchas religiones será en la forma de "Maitreya". Maitreya es el nombre que los Budistas dan al futuro Buda, pero Creme sostiene que Maitreya es el maestro que todas las religiones señalan y esperan  Archivado el 2 de noviembre de 2014 en Wayback Machine.. Siempre según Creme, este "maestro" ha recibido varios nombres, tales como: el Cristo, el Imam Mahdi, Krishna, y el Mesías. Creme dice que Maitreya es el "Avatar para la Era Acuariana."

## Biografía
Nacido en Glasgow, Benjamin Creme comenzó a estudiar arte a temprana edad, transformándose en un consumado pintor de estilo modernista.
Colaboró y tuvo amistad con muchas de las figuras líderes de su tiempo en el arte, música y literatura británicas. Sus pinturas han sido exhibidas en prestigiosas galerías de arte.
Fue miembro de la Sociedad Aetherius (un nuevo movimiento religioso basado en los OVNI) entre 1957 y 1959, cuando se retiró debido a sus desacuerdos con el grupo.
Creme estudió variados aspectos de la filosofía esotérica, en particular las enseñanzas divulgadas a fines del siglo XIX a través de Helena Blavatsky y la Sociedad Teosófica,y más recientemente a través de Alice A. Bailey. Si bien estas enseñanzas le condujeron a creer en la existencia de los Maestros de Sabiduría (Maestros Ascendidos), es decir un grupo de seres perfeccionados quienes son los custodios del Plan Divino para este planeta. En 1959, se le dice que, para su sorpresa, el Maestro de Maestros ― retornaría en alrededor de 20 años y que él mismo (Creme) tendría un rol a desempeñar en caso de él aceptarlo.
Más de una década más tarde, en 1972, se asegura que Creme comenzó un período de arduo entrenamiento bajo la dirección de su Maestro para prepararlo para su siguiente tarea: anunciar al mundo la aparición del Maestro del Mundo, esperado por gente de todas las religiones. Se dice que el constante contacto de Creme con un Maestro de Sabiduría le da acceso a información actualizada sobre la aparición de Maitreya, como así también la convicción necesaria para presentar la noticia.
Creme comenzó a hablar públicamente de su misión el 30 de mayo de 1975, en la Friends Meeting House en Euston Road en Londres, Inglaterra.
Entre 1975 y 1979, Creme actuó como conferencista invitado en varios países de Europa Occidental. Su primera gira por los EE. UU. en 1980, fue patrocinada por la Leland Stewart's organization, del consejo de la Unidad y la Diversidad. Esto le permitió hablar para vastas audiencias en varias e importantes ciudades de ese país. Desde comienzos de los '80, sus giras han incluido Europa tanto occidental como oriental, Japón, Australia, Nueva Zelanda, Canadá, México y dos viajes al año a través de los EE. UU. 
Ha sido entrevistado en más de 300 programas de radio y televisión de los EE. UU.
Los libros de Creme sobre la reaparición de Cristo han sido traducidos a siete idiomas y son publicados en todo el mundo por grupos que responden a su mensaje. Él es también coeditor de Share International, una revista mensual que se focaliza en los cambios políticos, económicos, sociales y espirituales que ocurren globalmente en esta época. La revista es leída en más de 70 países.
Benjamin Creme no recibe pago alguno por este trabajo y no tiene pretensiones sobre su propio status espiritual. "Mi trabajo," dice Creme , "ha sido efectuar la aproximación inicial con el público, ayudar a crear un clima de esperanza y expectativas. Si puedo hacer eso, estare muy complacido."

## El retorno del Cristo para inaugurar la Era de Acuario
En 1982 Creme colocó avisos en diarios de todo el mundo diciendo, "El Cristo está aquí y ahora ". De acuerdo con Creme el "Cristo", a quien él también llamaba "Maitreya", anunciaría su existencia dentro de pocos meses a partir del anuncio inicial del periódico . Esto produjo sensación dentro de algunos grupos New Age, y aun entre algunos Cristianos Evangélicos, pero cuando las emisiones televisivas prometidas del Maitreya/Cristo no ocurrieron, la mayoría de los seguidores de Creme perdieron interés. El momento aún no era el adecuado para su aceptación general, en el nivel necesario, para que su trabajo fuese exitoso. Creme, quien afirma que está muy próximo el momento de la “emergencia” [en el sentido de “emerger”] de Maitreya, tiene medios económicos independientes y continúa costeando avisos periodísticos y conferencias de prensa, así como también su periódico y sitios web.
Creme afirma (respondiendo a una pregunta) que cuando el "Día de la Declaración ocurra, "El Cristo aparecerá en los canales de televisión mundiales, conectados entre sí por satélite... [Su cara]. Él establecerá una relación telepática con toda la humanidad simultáneamente". Mientras el Cristo esté hablando... [todos sentirán mucho más amor que el que jamás hayan sentido antes, esa masiva efusión de amor causará] que "cientos de miles de curaciones 'milagrosas'] tomen lugar simultáneamente."  Así es como todo el mundo sabrá que él es realmente el Cristo que ha retornado. De acuerdo con Creme, son aquellos que creen en la “Emergencia” quienes deben compartir su credo con otros, hasta el grado en que ellos crean que sea posible.
El tema de la inminente "emergencia" de Maitreya cobró renovada importancia hacia finales de diciembre de 2008, cuando se anunció la aparición de la Miracle Star (o en español Estrella Milagro).

## Sathya Sai Baba
De manera distinta que la mayor parte de la tradición Teosofica, Creme acepta a Sathya Sai Baba en paridad con los otros Maestros de Neoteosofia. En verdad, de acuerdo con Creme él es más santo que los Maestros Ascendidos porque él es un "Maestro Descendido" (Avatar) de la estrella Sirio, teniendo un nivel de iniciación, afirma Creme, igual al del mismo Cristo  (el séptimo nivel).  Creme accepta la afirmación de Sathya Sai Baba de que él es la reencarnación del anterior guru del siglo 19 Sai Baba de Shirdi.

## Libros
- Creme, Benjamin. La Reaparición del Cristo y los Maestros de Sabiduría. Tara Press, 1980.
- Creme, Benjamin (ed.). Mensajes de Maitreya, el Cristo. (Share International Foundation), 1981, 1986.
- Creme, Benjamin. Transmisión: Una Meditación para la Nueva Era. Tara Center, 1983.
- Creme, Benjamin (ed.)]. Un Maestro habla. Share International Foundation, 1985.
- Creme, Benjamin. La Misión de Maitreya. 3 vols. Share International Foundation, 1986, 1993, 1997.
- Creme, Benjamin. La Enseñanza Eterna: Introducción al legado espiritual de la humanidad. Share International Foundation, 1996.
- Creme, Benjamin. El Gran Acercamiento: Nueva Luz y Vida para la Humanidad. Share International Foundation, 2001.
- Creme, Benjamin. El Arte de la Cooperación 2002.
- Creme, Benjamin (ed.). Enseñanzas de Maitreya - Las Leyes de la Vida. Share International Foundation, 2005.
- Creme, Benjamin. El Arte de Vivir: Vivir dentro de las Leyes de la Vida. Share International Foundation, 2006.
- Creme, Benjamin. El Maestro del Mundo para toda la Humanidad. Share International Foundation, 2007.
- Creme, Benjamin. El Despertar de la Humanidad. Share International Foundation, 2008.